# Flugplatz Arnbruck

i7
i11
i13
Der Flugplatz Arnbruck (ICAO-Code: EDNB) ist ein kleiner deutscher Sonderlandeplatz im Bayerischen Wald bei Arnbruck. Er liegt 1 km südwestlich der Gemeinde. Zugelassen ist der Platz für Flugzeuge bis 2500 kg.

## Flugplatz und Verein
Dieser Sonderlandeplatz besteht seit 1964. Erbaut wurde er vom örtlichen Luftsportverein LSV Zellertal e. V. (Gründungsjahr 1963).
Es werden Interessentenflüge mit 4-sitzigen Sportflugzeugen und 2-sitzigen Motorseglern, Ultraleichtflugzeugen und Segelflugzeugen angeboten.
Die satzungsgemäße Aufgabe dieses gemeinnützigen Vereins ist insbesondere die Betreuung und Ausbildung der flugbegeisterten Jugend.
Seit 2008 ist der Arnbrucker Flugplatz Stützpunkt der Luftrettungsstaffel Bayern e. V.
Zum Flugplatz gehört eine Gaststätte.

## Veranstaltungen
Jedes Jahr finden folgende Veranstaltungen statt:
- Ende März und Anfang Oktober ein 2-wöchiger Segelkunstfluglehrgang
- Ende Mai der Falter-Otto-Segelflugwettbewerb (FOW) für Streckensegelflug
- am zweiten Wochenende im August das große Flugfest, eines der Jahreshighlights im Zellertal.

Im Jahr 2008 kam jährlich Anfang September der LURU-Cup hinzu, ein Segelkunstflugwettbewerb.
Dazu findet ganzjährig Flugausbildung statt und es wird Interessenten die Möglichkeit zum Mitfliegen angeboten.
Sportlich beteiligt man sich am weltweiten online-Wettbewerb OLC, wo der Flugplatz Arnbruck die Niederbayernwertung anführt und stabil unter den besten 10 % Bayerns rangiert.

## Zwischenfälle
- Im Oktober 2009 geriet eine 52-jährige mit ihrem Segelflugzeug kurz nach dem Start per F-Schlepp in Arnbruck in Baumwipfel. Das Flugzeug wurde hierbei zerstört, die Pilotin aus 24 Meter Höhe gerettet.[2]
- Am 28. Juli 2011 wurde ein von EDNB gestarteter Entenflügler vom Typ Rutan Aircraft Factory COZY III nach zehn Flugminuten instabil und stürzte in ein Waldgebiet, wobei der 53-jährige Pilot lebensgefährlich verletzt wurde.[3][4]
- Am 24. Juli 2016 verlor der 53-jährige Pilot eines mit zwei Personen besetzten einmotorigen Ultraleichtflugzeuges beim Flug von EDNB nach EDNP Pfarrkirchen in dichtem Nebel die Orientierung und wollte zurückkehren. Beim Landeanflug kollidierte das Flugzeug mit Baumwipfeln und wurde zerstört, wobei der 56-jährige Copilot schwer und der Pilot leicht verletzt wurden.[5]
- Am 30. Mai 2021 zerschellte der Motorsegler  D-KEFT vom Typ Scheibe SF 25 nach Fehlstart ca. 100 m vom Ende der Startbahn entfernt.[6] Der 31-jährige Pilot wurde mittelschwer verletzt aus dem Wrack geborgen.[7][8]